# Diossigenile
Lo ione diossigenile è il catione radicale molecolare [O2]•+, ma spesso scritto più semplicemente O2+. Lo si incontra raramente in chimica per la sua limitatissima stabilità. In questa specie chimica ambedue gli atomi di ossigeno sono in stato di ossidazione formale di +1⁄2. La sua formazione dall'ossigeno comporta la rimozione di uno dei due elettroni spaiati presenti negli orbitali molecolari π antileganti della molecola O2:
{\displaystyle {\ce {O2 -> O2+ + e-}}}
L'ingente energia che si spende in questo processo è l'energia di ionizzazione della molecola ossigeno, 12,07 eV (1165 kJ/mol), che è molto alta rispetto a quella di atomi metallici, ma un po' più bassa rispetto a quella, ad esempio, di N2 (15,58 eV) o di F2 (15,70 eV).  Di conseguenza, i sali dello ione O+2 non sono facili da ottenere, non sono composti comuni e sono potenti ossidanti a 1 elettrone piuttosto instabili; si possono ottenere solo con controioni provenienti da acidi molto forti e, in ogni caso, gli anioni presenti devono essere essi stessi difficilmente ossidabili.

## Struttura e proprietà molecolari
Il catione diossigenile ha ordine di legame 2,5; la sua lunghezza di legame nel composto salino solido O2AsF6 è di 112,3 pm e questo legame è più corto, come atteso, di quello nella molecola di ossigeno O2 (121 pm). Lo ione è precisamente isoelettronico con il monossido di azoto; il legame in NO è di 115 pm, lievemente più lungo in quanto l'azoto ha carica nucleare efficace minore di quella dell'ossigeno. Il catione diossigenile,  avendo un elettrone spaiato, è una specie paramagnetica, come NO, ma è anche uno ione (ione radicalico) ed è a questo che deve la sua estrema reattività.
L'energia di legame è 625,1 kJ/mol e la frequenza di stiramento del legame è 1905 cm−1, entrambi questi valori sono significativamente più alti rispetto ai corrispondenti della molecola di ossigeno (diossigeno), avente energia di legame di 490,4 kJ/mol e frequenza di stiramento di 1555 cm–1).

## Sintesi
Neil Bartlett ha dimostrato che l'esafluoroplatinato di diossigenile (O2PtF6), contenente il catione diossigenile, può essere preparato a temperatura ambiente per reazione diretta dell'ossigeno gassoso (O2) con esafluoruro di platino (PtF6):
O2 + PtF6 → [O2]+[PtF6]−
Il composto, l'esafluoroplatinato di diossigenile, può anche essere preparato da una miscela di fluoro e ossigeno in presenza di una spugna di platino a 450 °C, o anche da difluoruro di ossigeno (OF2) a circa 400 °C:
6 OF2   +   2 Pt   →   2 [O2][PtF6]   +   O2
A temperature più basse (circa 350 °C), al posto dell'esafluoroplatinato di diossigenile viene prodotto tetrafluoruro di platino. L'esafluoroplatinato di diossigenile ha svolto un ruolo fondamentale nella scoperta dei composti dei gas nobili. L'osservazione che PtF6 è un potente agente ossidante tale da ossidare O2 (che ha un potenziale di prima ionizzazione di 12,07 eV) ha indotto Bartlett a pensare che dovrebbe anche essere in grado di ossidare lo xeno (primo potenziale di ionizzazione 12,13 eV). La sua successiva indagine ha prodotto il primo composto di un gas nobile, l'esafluoroplatinato di xeno.
O+2 si trova pure in composti similari della forma O2MF6, dove M può essere arsenico (As), antimonio (Sb), oro (Au), niobio (Nb), rutenio (Ru), renio (Re), rodio (Rh), vanadio (V), o fosforo (P). Altre forme sono note, tra cui O2GeF5 e (O2)2SnF6.
I sali tetrafluoroborato ed esafluorofosfato possono essere preparati dalla reazione di difluoruro di diossigeno con trifluoruro di boro o pentafluoruro di fosforo a −126 °C:
2 O2F2 + 2 BF3 → 2 O2BF4 + F2
2 O2F2 + 2 PF5 → 2 O2PF6 + F2
Questi composti si decompongono velocemente a temperatura ambiente:
2 O2BF4 → 2 O2 + F2 + 2 BF3
2 O2PF6 → 2 O2 + F2 + 2 PF5

## Reazioni
La reazione di O2BF4 con xeno a 173 K produce un solido bianco che si ritiene essere F-Xe-BF2, che contiene un insolito legame xeno-boro:
2 O2BF4 + 2 Xe → 2 O2 + F2 + 2 FXeBF2
I sali di diossigenile O2BF4 e O2AsF6 reagiscono con monossido di carbonio dando fluoruro di ossalile, C2O2F2, con resa elevata.